# Botho Strauß

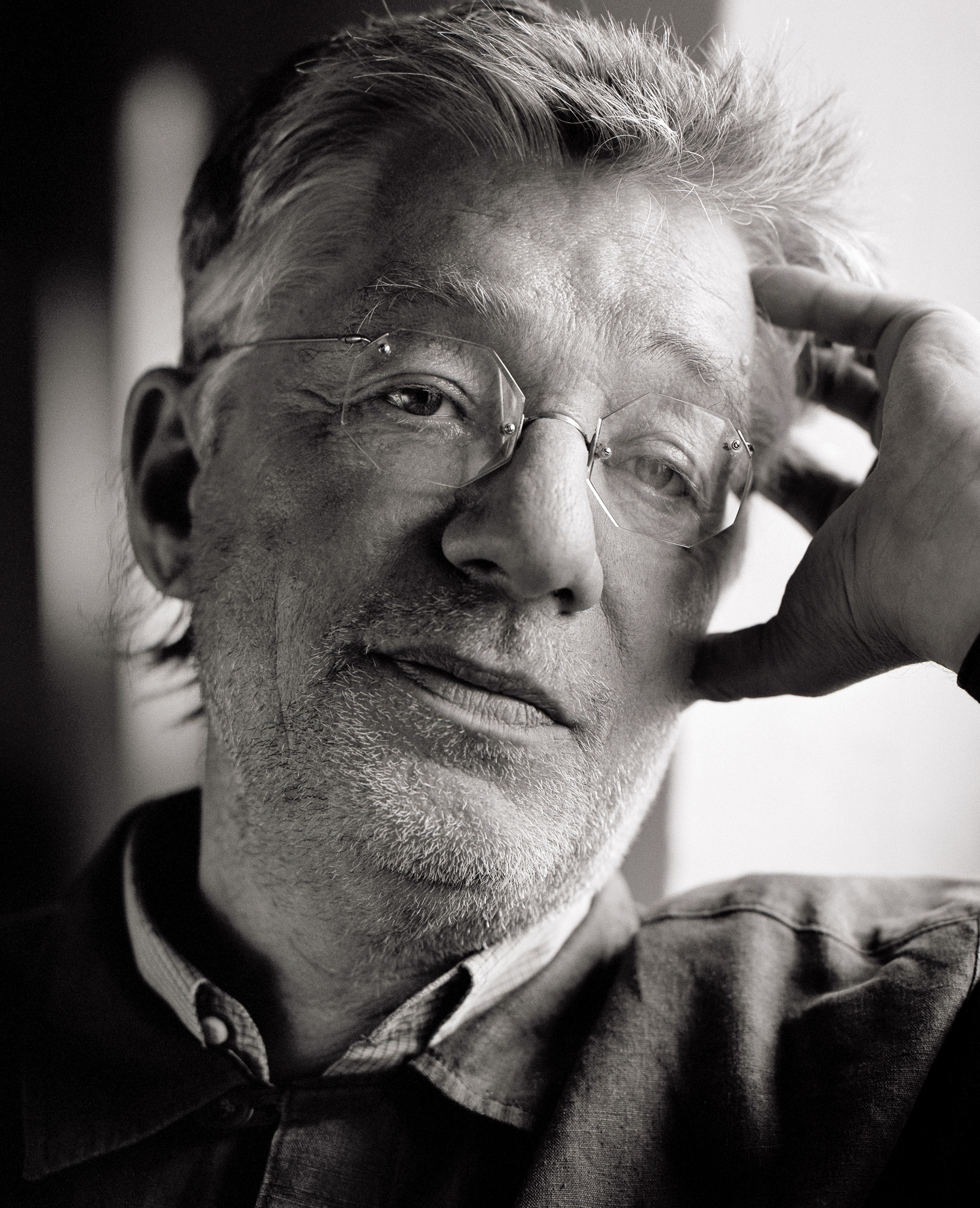
Botho Strauß gefotografeerd door Oliver Mark, Uckermark 2007

Botho Strauß (Naumburg an der Saale, 2 december 1944) is een Duits schrijver die tot het postmodernisme wordt gerekend.

## Leven
Botho Strauß (soms, doch zelden, als Strauss geschreven) is een bijzonder ophefmakende, wijd en zijd bekende figuur in de Duitse literatuur sinds ongeveer 1970. Hij is de zoon van een voedingsdeskundige. In Keulen en München studeerde hij in de jaren zestig germanistiek. Hij was tussen 1967 en 1970 redacteur bij Theater heute, een tijdschrift over hedendaagse toneelkunst. Daarna begon hij zelf theaterstukken te schrijven en werd reeds vroeg opgemerkt. Samen met Peter Stein werkte hij van 1970 tot 1975 voor de Schaubühne am Halleschen Ufer. Sinds medio jaren 70 woont hij in Berlijn en Uckermark. In 1989 ontving hij de Georg-Büchner-Preis en in 1993 de Theaterpreis Berlin.

## Werk en opvattingen
Aanvankelijk legde Strauß zich op toneelwerk toe: zijn techniek bestaat in een radicale versnippering van de actie, dat wil zeggen, zijn stukken hangen opzettelijk in flarden aaneen. Hij vertelt geen gestructureerde, afgeronde verhalen met een begin, midden en einde, maar fixeert zich op de fragmentarische gebeurtenis, het kleinschalige en detaillistische. Om die reden is Strauß' verteltechniek weleens als "literair pointillisme" getypeerd. De ondertoon is die van een zeker cultuurpessimisme: de vervlakking van de maatschappij door toedoen van massamedia leidt tot contactarmoede. In zijn opvatting worden mensen economische producten die in feite niet meer echt met elkaar communiceren, maar veeleer een soort reclameslogans spuien. De maatschappij verzinkt, in Strauß' visie, in uitgeholde platitudes.
In 1980 publiceerde Strauß zijn eerste roman, Rumor, waarin duidelijk werd dat hij eveneens een begaafd prozaschrijver is, zelfs al is de samenhang soms ver te zoeken. Sedert de jaren tachtig is zijn stijl, naast pessimistisch, ook ironisch geworden: hij schijnt de hedendaagse samenleving zowel te bekritiseren als te bespotten. Wie immers weigert van de massacommunicatie-maatschappij deel uit te maken, pleegt zo goed als zelfmoord. De isolatie van de buitenstaander staat gelijk aan de moord door de samenleving op een dergelijk geïsoleerd individu.
Algemene bekendheid in de Duitstalige wereld verwierf hij in 1981 met zijn verhalenbundel Paare, Passanten, waarin hij alledaagse scènes uit het bestaan van doorsneemensen beschrijft, met speciale aandacht voor hoe ze zich uitdrukken en gedragen, en van een bepaalde afstand die ironiserend commentaar toelaat. Zijn daaropvolgend toneelstuk Kaldewey Farce vertoont de introductie van een mystiek element: het toneel wordt herleid tot zijn oorspronkelijke dithyrambische proporties, zodat een irrationele Dionysus-cultus ontstaat op de scène. 
Mettertijd werd Strauß' taalgebruik steeds ondoorzichtiger; een zware hang naar esoterie, gecombineerd met zijn verlangen om de taal te hervormen, leidde naar een moeilijk te bevatten, extreem gesloten pleidooi voor een terugkeer naar de Romantiek enerzijds, en anderzijds een verwerping van de verderfelijke invloed die de gecommercialiseerde, mediatieke nonsenscultuur aan de mensen opdrong. Hierdoor richtte Strauß zich tot een hoofdzakelijk intellectueel publiek. In Die Zeit und das Zimmer (1989) probeert hij — met succes — zijn theorie te demonstreren dat men terug moet keren naar het essentiële onvermogen de dingen te begrijpen omdat de cultuur zichzelf heeft uitgevlakt. Met andere woorden: vaagheid is geen gebrek, het is het doel van de literatuur als dusdanig.
In 1993 werd Strauß een bijzonder controversieel figuur. In dat jaar schreef hij een — buitengewoon ingewikkeld — essay voor Der Spiegel, getiteld Anschwellender Bocksgesang, waarin hij opperde dat de stompzinnigheid van de media (die hij een "cloaca" noemde), een onherroepelijke scheidingslijn tussen de massa en de intellectuele elite teweeggebracht had. Die elite was volgens hem verbrokkeld: mensen met werkelijk inzicht waren individuen die node hun eigen weg dienden te vervolgen, terwijl de overige mensen in de waan verkeerden dat ze goed geïnformeerd en daardoor wijs waren. In werkelijkheid waren ze hopeloos ten prooi gevallen aan de schijnwerkelijkheid die de media hun ten langen leste hadden ingeprent. Daarenboven sprak uit dit betoog een conservatieve reflex. Strauß werd dientengevolge beschouwd als een nieuwe pleitbezorger voor een conservatieve revolutie.
De conclusie is getrokken dat Botho Strauß, zoals wel meer postmodernisten, kritiek uit vanuit zijn eigen, persoonlijke wereldvisie en derhalve de klemtoon op de individuele waarneming legt, zonder dat die noodzakelijk door een gemeenschap gedragen wordt. Een dergelijke houding uit zich bij hem in een versplintering van de verhaallijn, in die mate dat de overkoepelende samenhang minder belangrijk wordt. Ofschoon Botho Strauß' werk een zekere inspanning van de lezer of toeschouwer vergt, behoren zijn stukken in Duitsland tot de vaakst gespeelde en wordt over zijn œuvre druk gedebatteerd.

## Werken

### Toneel
- 1971 - Die Hypochonder
- 1974 - Bekannte Gesichter, gemischte Gefühle
- 1976 - Trilogie des Wiedersehens
- 1978 - Groß und klein
- 1981 - Kaldewey Farce
- 1983 - Der Park (naar A Midsummer Night's Dream van William Shakespeare)
- 1986 - Die Fremdenführerin
- 1989 - Die Zeit und das Zimmer
- 1991 - Schlußchor
- 1993 - Das Gleichgewicht
- 1996 - Ithaka
- 1998 - Der Kuss des Vergessens
- 1998 - Die Ähnlichen
- 1998 - Jeffers-Akt I & II
- 1999 - Lotphantasie
- 2001 - Der Narr und seine Frau heute abend in Pancomedia
- 2002 - Unerwartete Rückkehr
- 2005 - Schändung (naar Titus Andronicus van William Shakespeare)
- 2005 - Die eine und die andere
- 2005 - Nach der Liebe beginnt ihre Geschichte
- 2009 - Leichtes Spiel
- 2011 - Das blinde Geschehen

### Ander werk
- 1975 - Schützenehre (verhaal)
- 1975 - Marlenes Schwester (twee verhalen)
- 1977 - Die Widmung (verhaal)
- 1980 - Rumor (roman)
- 1981 - Paare, Passanten (verhalen)
- 1984 - Der junge Mann (roman)
- 1985 - Die Erinnerung an einen, der nur einen Tag zu Gast war (gedicht)
- 1987 - Niemand anderes (verhalen)
- 1989 - Kongress. Die Kette der Demütigungen
- 1989 - Über Liebe (geschiedenissen en mengelwerk)
- 1989 - Fragmente der Undeutlichkeit (een dialoog en een poëtologische meditatie bij Robinson Jeffers)
- 1992 - Beginnlosigkeit (reflecties over vlek en lijn, essay)
- 1993 - "Anschwellender Bocksgesang", in: Der Spiegel, Nr. 6, 1993, S. 202–207. online – 8. Februar 1993.
- 1994 - Wohnen, Dämmern, Lügen (kortverhalen)
- 1997 - Die Fehler des Kopisten (aantekeningen)
- 2000 - Das Partikular (verhalen)
- 2003 - Die Nacht mit Alice, als Julia ums Haus schlich (verhalen)
- 2004 - Der Untenstehende auf Zehenspitzen (proza)
- 2006 - Mikado (verhalen) – in het Nederlands verschenen als: Mikado [1]
- 2006 - (met Neo Rauch) Der Mittler (5 kalendergeschiedenissen met 8 krijttekeningen)
- 2007 - Die Unbeholfenen. Bewußtseinsnovelle (verhaal)
- 2009 - Vom Aufenthalt (verhalen)
- 2012 - Sie/Er (verhalen)
- 2013 - Die Fabeln von der Begegnung (verhalen)
- 2013 - Lichter des Toren. Der Idiot und seine Zeit
- 2014 - Der zurück in sein Haus gestopfte Jäger (teksten)
- 2014 - Herkunft – in het Nederlands verschenen als: Herkomst [2]
- 2014 - Allein mit allen. Gedankenbuch
- 2016 - Oniritti Höhlenbilder
- 2018 - Der Fortführer
- 2019 - Saul
- 2019 - Zu oft umsonst gelächelt

- Bibsys: 90119150
- Biblioteca Nacional de España: XX1719578
- Bibliothèque nationale de France: cb119256453 (data)
- CiNii: DA01786513
- Digitale Bibliotheek voor de Nederlandse Letteren: stra099
- Gemeinsame Normdatei: 118619047
- International Standard Name Identifier: 0000 0001 2284 0463
- Library of Congress Control Number: n78093407
- Nationale Bibliotheek van Letland: 000000734
- Bibliotheek van het Japanse parlement: 00516434
- Nationale Bibliotheek van Tsjechië: js20020311012
- Nationale bibliotheek van Australië: 35528421
- Nationale Bibliotheek van Israël: 987007467567505171
- Nationale Bibliotheek van Polen: a0000002347291
- Nationale en Universitaire bibliotheek Zagreb: 000034878
- Nederlandse Thesaurus van Auteursnamen: 068362099
- Réseau des bibliothèques de Suisse occidentale: 02-A003869108
- Istituto Centrale per il Catalogo Unico: CFIV021562
- LIBRIS: 208338
- SNAC: w6tq88g4
- Système universitaire de documentation: 027150267
- Trove: 985669
- Virtual International Authority File: 117147965955084082977
- WorldCat: E39PBJqbhDq9wwDkQcf4kpWbh3

1. ↑  Mikado (vertaling: Nelleke van Maaren) bij Wereldbibliotheek
2. ↑  Herkomst (vertaling: Gerrit Bussink) bij Wereldbibliotheek